# Новокиевка (Николаевская область)
Новоки́евка (укр. Новокиївка) — село в Снигирёвском районе Николаевской области Украины.
Основано в 1926 году. Население по переписи 2001 года составляло 602 человек. Почтовый индекс — 57364. Телефонный код — 5162.

## Местный совет
57364, Николаевская обл., Снигирёвский р-н, с. Новокиевка, ул. Горького, 31